# Sabina Olbrich-Szafraniec
Sabina Olbrich-Szafraniec (ur. 29 listopada 1970 w Wielowsi) – polska śpiewaczka operowa, operetkowa, musicalowa (sopran), pedagog, nauczyciel akademicki, doktor hab. sztuk muzycznych, prof. Uniwersytetu Śląskiego, inicjatorka i współorganizatorka wydarzeń kulturalnych.

## Wykształcenie
Po ukończeniu szkoły podstawowej w rodzinnym Toszku i po maturze w Liceum Ekonomicznym w Gliwicach rozpoczęła naukę śpiewu solowego w Państwowej Szkole Muzycznej I i II st. im. Ludomira Różyckiego w Gliwicach w klasie Danuty Rachoń (1988-1991). Naukę kontynuowała w Akademii Muzycznej w Katowicach na Wydziale Wokalno-Aktorskim w klasie Krystyny Świder (1991-1996), uzyskując dyplom z wyróżnieniem. Uczestniczka krajowych i międzynarodowych kursów wokalnych (Weimar, Bayreuth, Braunschweig, Bydgoszcz, Cieszyn), stypendystka Ministra Kultury (1995). W roku 2004 w Akademii Muzycznej w Katowicach uzyskała stopień doktora, a w roku 2018 doktora habilitowanego sztuki muzycznej w dyscyplinie artystycznej wokalistyka. Stopnie naukowe uzyskała na podstawie rozprawy Różnice i zbieżności w stosowaniu środków wyrazowych i artykulacyjnych w wykonawstwie arii operowych i operetkowych (doktorat) oraz nagrania, wspólnie z Robertem Maratem, Pieśni i Mazurków Władysława Macury (habilitacja).

## Działalność pedagogiczna i artystyczna
Od 2002 r. pracuje jako pedagog śpiewu solowego w Państwowej Szkole Muzycznej I i II stopnia im. Ludomira Różyckiego w Gliwicach; w latach 2009–2010 nauczyciel śpiewu w Kolegium Nauczycielskim w Bytomiu, a od 2020 pedagog śpiewu w Diecezjalnej Szkole Muzycznej II stopnia w Gliwicach. W latach 1995–2003 związana z Teatrem Rozrywki w Chorzowie, od 1998 do 2017 – solistka Opery Śląskiej w Bytomiu. Równolegle, od 2010 r. zatrudniona na stanowisku adiunkta, a od 2019 profesora uczelni w Instytucie Sztuk Muzycznych na Wydziale Sztuki i Nauk o Edukacji w Cieszynie Uniwersytetu Śląskiego w Katowicach.

## Repertuar operowy, operetkowy i musicalowy
Sceniczne kreacje Sabiny Olbrich-Szafraniec związane są w szczególności z Operą Śląską w Bytomiu, Teatrem Rozrywki w Chorzowie oraz Operetką Śląską w Gliwicach.
- 1994 – Evita: A.L. Webber, Evita (Teatr Rozrywki)[6]
- 1996 – Surmelina: J. Kander, Zorba (Operetka Śląska)
- 1997 – Antonina: M. Leigh, Człowiek z La Manchy (Teatr Rozrywki)[7]
- 1997 – Marta: J. Kander, Pocałunek kobiety pająka (Teatr Rozrywki)
- 1998 – Aniołek i Dziewczyna (Zosia): S. Moniuszko, Widma (Opera Śląska)
- 1999 – Muza: S. Żukowski, Pociąg do… (Teatr BELFEgoR w Tychach)
- 1999 – Zerlina: W.A. Mozart, Don Giovanni (Opera Śląska)[8]
- 2001 – Masza: F. Lehar, Carewicz (Opera Śląska)
- 2002 – Von Richthofen: K. Millöcker, Student żebrak (Opera Śląska)[9]
- 2004 – Ksenia: M. Musorgski, Borys Godunov (Opera Śląska)
- 2005 – Hanna Glavari, Olga, Lolo: F. Lehar, Wesoła wdówka (Opera Śląska)
- 2006 – Frasquita: G. Bizet, Carmen (Opera Śląska)
- 2007 – Anna: G. Verdi, Nabucco (Opera Śląska)
- 2007 – Rozalinda: J. Strauss, Zemsta nietoperza (Opera Śląska)
- 2007 – Sylva: E. Kalman, Księżniczka czardasza (Opera Śląska)
- 2010 – Helena: J. Offenbach, Piękna Helena (Opera Śląska)[10]
- 2011 – Carlotta: M. Yeston, Phantom (Opera Śląska)
- 2011 – Kate: G. Puccini, Madame Butterfly (Opera Śląska)
- 2013 – Pani Pearce: F. Loewe, My Fair Lady (Opera Śląska)
- 2015 – Wróżka: T. Kijonka, Zaczarowany bal, czyli Krasnoludki, krasnoludki (Opera Śląska)

## Nagrania płytowe
- 1999 – Chopin auf dem Land (Lyna Yeh – fortepian), Braunschweiger Kammermusik Podium
- 2001 – Człowiek z La Manchy, Teatr Rozrywki Chorzów
- 2002 – Czekałem wieczność, Orkiestra KWK Staszic, dyr. Grzegorz Mierzwiński
- 2005 – Oratorium Górnicze, Orkiestra KWK Staszic, muz. A. Marko, dyr. Grzegorz Mierzwiński
- 2008 – Koncert z okazji Jubileuszu XX-lecia działalności, Orkiestra Salonowa prof. Hilarego Drozda
- 2011 – Dar Krzyża, Chór Mieszany „Echo”, dyr. Jadwiga Sikora,
- 2012 – Hity operowe i operetkowe, Opera Śląska w Bytomiu
- 2014 – Wolfgang Amadeusz Mozart, Akademicka Orkiestra Kameralna, Chór „Harmonia”
- 2017 – Pieśni i Mazurki Władysława Macury (Robert Marat – fortepian)[11]
- 2018 – Czar operetki (Mieczysław Błaszczyk – baryton, Zespół instrumentalny)
- 2018 – 50 lat Uniwersytetu Śląskiego w Katowicach
- 2019 – Operetka i film (Mieczysław Błaszczyk – baryton, Zespół instrumentalny)
- 2020 – Pieśni ku czci św. Jana Nepomucena (Arkadiusz Popławski – organy)[12]

## Działalność koncertowa
Wśród ważniejszych koncertów z udziałem Sabiny Olbrich-Szafraniec znajdują się:
- Czar Straussa, reż. Henryk Konwiński (Opera Śląska, 1999)[13],
- Carmina Burana, Orkiestra Filharmonii Zabrzańskiej, dyr. Krystyna Krzyżanowska-Łoboda (2004)[14],
- J. Haydn Stworzenie świata, Orkiestra Filharmonii Zabrzańskiej, dyr. Sławomir Chrzanowski Zabrzański Chór Młodzieżowy Resonans con tutti (2004)[15],
- Koncert wiedeński, reż. Henryka Rutkowski (Opera Śląska, 2006),
- Sylwester z Johannem Straussem – Orkiestra Filharmonii Zielonogórskiej, dyr. Krzysztof Dziewięcki (2009)[16],
- Muzyczna podróż – od Brodway’u do Hollywood – reż. Anna Majer (Opera Śląska, 2012)[17],
- Międzynarodowy Festiwal Wokalny Viva il canto w Cieszynie (2006, 2007, 2014, 2015, 2016)[18]

## Przedsięwzięcia kulturalne i społeczne
Współpracując z instytucjami kultury oraz organizacjami społecznymi i religijnymi inicjuje i współorganizuje szereg przedsięwzięć ukierunkowanych na rozwijanie dziedzictwa kultury muzycznej i religijno-muzycznej. Do inicjatyw związanych z miastem rodzinnym artystki należą: Toszecki Jarmark Adwentowy (od 2010 r.), przedstawienia jasełkowe dorosłych, Orszak Trzech Króli, wielkopiątkowe parafialne pasje wokalne, Orszak Św. Marcina oraz letnie koncerty plenerowe Fête de la Musique (do roku 2016). Jest także współorganizatorką festiwalu „Pałacowe Lato Muzyczne” w Pławniowicach (od 2000); zasiada w jury konkursów wokalnych oraz podejmuje inicjatywy integrujące środowiska kultury.

## Nagrody i inne wyróżnienia
- 1990 – wyróżnienie na Ogólnopolskim Konkursie Pieśni Karola Szymanowskiego w Zakopanem
- 1993 – I Nagroda na Ogólnopolskim Konkursie Wokalnym pieśni Edwarda Griega w Gdańsku
- 2011 – Złota Odznaka Honorowa za zasługi dla Województwa Śląskiego
- 2011 – Złota Odznaka Honorowa za zasługi w pracy społecznej Polskiej Związku Chórów i Orkiestr[24]
- 2012 – Odznaka Honorowa MKiDN RP „Zasłużony dla Kultury Polskiej”
- 2021 – Człowiek Roku Ziemi Toszeckiej A.D. 2020[25]